# إم بي سي .نت
mbc.net هو الموقع الرسمي لمجموعة إم بي سي التلفزيونية العربية، ويوفر نافذة إلكترونية لقنواتها المختلفة:
- إم‌ بي‌ سي 1
- إم ‌بي ‌سي 2
- إم ‌بي ‌سي 3
- إم بي سي 4
- إم‌ بي ‌سي أكشن
- إم بي سي ماكس
- إم بي سي إف إم
- بانوراما إف إم
- قناة العربية
- إم بي سي بلاس دراما
- إم‌ بي‌ سي الفارسية

كما يقدم الموقع خدمات صحفية مكثفة في المجالات التالية:
- الفن والنجوم
- الرياضة
- كما يقدم خدمة ناس TV والتي توفر حوارات مباشرة على الهواء بين زوار الموقع ونجوم الصف الأول الذين تستضيفهم إدارة الموقع للرد على أسئلة القراء دون رقابة
- يعرف الموقع نفسه على صفحاته كما يلي:
- يعد موقع MBC.net -التابع لمجموعة MBC- أحد أحدث المواقع الترفيهية العربية؛ إذ يهدف خلال الفترة القادمة لاحتلال موقع الصدارة على مستوى الشرق الأوسط في مجال منصات الخدمات الإخبارية والترفيهية والتفاعلية، بعدما كان الموقع عبارة عن صفحة واحدة انطلق في أكتوبر 1999.
- بدأ الموقع بتقديم خدمة الأخبار الرياضية والفنية في يناير 2007 ضمن الخطة التطويرية المستمرة التي ستحول الموقع إلى بوابة تنشر فئات كثيرة من المحتوى الإخباري مثل السيارات، والصحة، والتجميل، والأخبار المنوعة.
- الآن، يُعنى الموقع بتغطية آخر الأحداث الرياضية بمختلف أنواعها، كما يعمل على تقديم كل ما هو جديد في عالم السينما والفن على الصعيدين العربي والعالمي، إضافة لتغطية مختلف قنوات باقة MBC.
- يخصص MBC.net صفحات خاصة للبرامج المميزة التي تبث على شاشات القنوات المختلفة للمجموعة، يغطي من خلالها الأحداث بصورة موسعة، كما يطرح العديد من مواد الوسائط المتعددة؛ كنغمات الهاتف الجوال، والخلفيات للتحميل المجاني.
- يحتوي الموقع على مجموعة من المنتديات المتخصصة في مختلف مجالات الحياة، كالرياضة، والفن، والصحة والجمال، والرشاقة، والتلفزيون، إلى جانب المنتديات الاجتماعية والدينية، والتي ترتبط في كثيرٍ من الأحيان بالبرامج المميزة التي تعرض على شاشات قنوات المجموعة الإعلامية العربية الرائدة.
- قدم MBC.net موقعا متخصصا للفئات العمرية الفتية عبر MBC3.net، والذي يحتوي على منتدى يقدم لغة حوارية تناسب الفئة العمرية، إلى جانب تغطيات يومية مكثفة لبرامج القناة ومنها «عيش سفاري» الذي يعد أول برنامج تلفزيوني واقعي موجه للأطفال.طرح موقع MBC.net خدمة مجتمع «ناس MBC» الإلكترونية الافتراضية، والتي تمكّن المشتركين فيها من استخدام العديد من المزايا؛ كإنشاء مدوناتهم الخاصة، وشبكات الصداقة الإلكترونية، إلى جانب نشرهم لصورهم وفيديوهاتهم المفضلة، والاطلاع على الصفحات الشخصية للآخرين، ومنها أندية المعجبين بالمشاهير العرب.
- حصل الموقع خلال عام 2007 على الجائزة الأولى في أحد المؤتمرات التقنية المتخصصة في برشلونة (إسبانيا) تكريما له على الخطة المستقبلية التي سيعمل الموقع على تنفيذها خلال العامين 2008 و2009، وتفوق بذلك على عدد من المواقع العالمية الكبرى التي تم تقييمها من خلال لجنة المسابقة.
- يرأس تحرير الموقع الصحفي أنس فودة

## وصلات خارجية
- الصفحة الرئيسية للموقع